# Mieke Molemans
Mieke Molemans (Genk, 13 juni 1954) is een Belgische voormalig leraar en campusdirecteur in het secundair onderwijs in Overpelt. Van 1998 tot 2007 was ze voorzitter van 11.11.11.

## Biografie
Mieke Molemans studeerde pedagogische wetenschappen aan de Katholieke Universiteit Leuven (1976). Van 1976 tot 1977 werd ze jeugd- en jongerenwerker voor vzw De Draaikolk in Valkenswaard. Van 1977 tot 2001 was ze leraar secundair onderwijs in het Instituut Mater Dei in Overpelt, waar ze voorzitter van de stuurgroep/pedagogische raad was. Van 2001 tot 2020 was ze campusdirecteur van WICO Campus Mater Dei in Overpelt.
Van 1988 tot 1998 was ze lid van de raad van bestuur van de pluralistische ngo voor ontwikkelingssamenwerking 11.11.11, waar ze tevens voorzitter van de campagneraad en ondervoorzitter werd. In 1998 volgde ze Luc Dhoore op als voorzitter, een functie die ze behield tot Jos Geysels haar in 2007 opvolgde.
Sinds 2009 is Molemans lid van het Contactcomité van de Directies van het Secundair Onderwijs (CODIS), sinds 2010 bestuurder bij Studio Globo, een ngo voor ontwikkelingssamenwerking die zich specialiseert in ontwikkelingseducatie, en sinds 2013 lid van het Bureau VVKSO. Ze is tevens lid van de raad van bestuur van de hogeschool UC Leuven-Limburg.